# Estación General Paz
Estación General Paz es una localidad cordobesa situada en el departamento Colón, provincia de Córdoba, Argentina.
Se encuentra sobre la RN 9 a 20 km al sur de la ciudad de Jesús María y a 32 km al norte de la capital provincial.
Posee una población de 1,500 habitantes (Indec, 2001) y 481 viviendas.
El censo provincial de población de 2008, que registró el ejido completo de los municipios y comunas, incluso la población rural circundante, le dio una cifra de 2150 pobladores, con lo que supera el mínimo legal de habitantes para aspirar a ser un municipio
La comuna, como muchas otras localidades del interior del país, surgió gracias a la construcción del ferrocarril, una de las estaciones se nombró "Estación General Paz", y es donde hoy se sitúa la localidad cordobesa homónima.
La localidad se encuentra conectada con la capital provincial mediante la RN 9 y mediante el Ferrocarril de Cargas General Belgrano.
La principal fuente de ingresos es la agricultura, encontrándose en la comuna una planta de silos.

## Sismicidad
La sismicidad de la región de Córdoba es frecuente y de intensidad baja, y un silencio sísmico de terremotos medios a graves cada 30 años en áreas aleatorias. Sus últimas expresiones se produjeron:
- 22 de septiembre de 1908 (116 años), a las 17.00 UTC-3, con 6,5 Richter, escala de Mercalli VII; ubicación 30°30′0″S 64°30′0″O / -30.50000, -64.50000; profundidad: 100 km; produjo daños en Deán Funes, Cruz del Eje y Soto, provincia de Córdoba, y en el sur de las provincias de Santiago del Estero, La Rioja y Catamarca[3]

- 16 de enero de 1947 (78 años), a las 2.37 UTC-3, con una magnitud aproximadamente de 5,5 en la escala de Richter (terremoto de Córdoba de 1947)[2]

- 28 de marzo de 1955 (69 años), a las 6.20 UTC-3 con 6,9 Richter: a la gravedad física del fenómeno se unió el absoluto desconocimiento de la población sobre estos eventos recurrentes (terremoto de Villa Giardino de 1955)

- 7 de septiembre de 2004 (20 años), a las 8.53 UTC-3 con 4,1 Richter

- 25 de diciembre de 2009 (15 años), a las 21.42 UTC-3 con 4,0 Richter